# کیو اسپرینگ (ویرجینیا)
کیو اسپرینگ (به انگلیسی: Cave Spring) یک منطقهٔ مسکونی در ایالات متحده آمریکا است که در شهرستان روانوک، ویرجینیا واقع شده‌است. کیو اسپرینگ ۳۰٫۶ کیلومتر مربع مساحت و ۲۴٬۹۲۲ نفر جمعیت دارد و ۳۳۵ متر بالاتر از سطح دریا واقع شده‌است.